# Gaig terrestre de Mongòlia
El gaig terrestre de Mongòlia (Podoces hendersoni) és un ocell de la família dels còrvids (Corvidae).

## Hàbitat i distribució
Habita zones de pedres, sorra o matolls dels deserts de l’Àsia central des de l'extrem oriental del Kazakhstan, Mongòlia i nord-oest de la Xina al nord de Sinkiang, nord de Kansu nord de Tsinghai i Mongòlia Interior.